# Bellator loxias
Bellator loxias is een  straalvinnige vissensoort uit de familie van ponen (Triglidae). De wetenschappelijke naam van de soort is voor het eerst geldig gepubliceerd in 1897 door Jordan.
De soort staat op de Rode Lijst van de IUCN als niet bedreigd, beoordelingsjaar 2007.